# Ybbs
Die Ybbs (Aussprache [ˈɪps]) ist ein rechter Nebenfluss der Donau in Niederösterreich.

## Name
Im Jahr 837 („iuxta Ipusa flumen“) wurde die Ybbs erstmals urkundlich erwähnt. Der Name könnte sich vom keltischen *iṷo- „Eibe“ mit der Bedeutung „Bach mit Eiben“ ableiten.

## Lauf und Landschaft

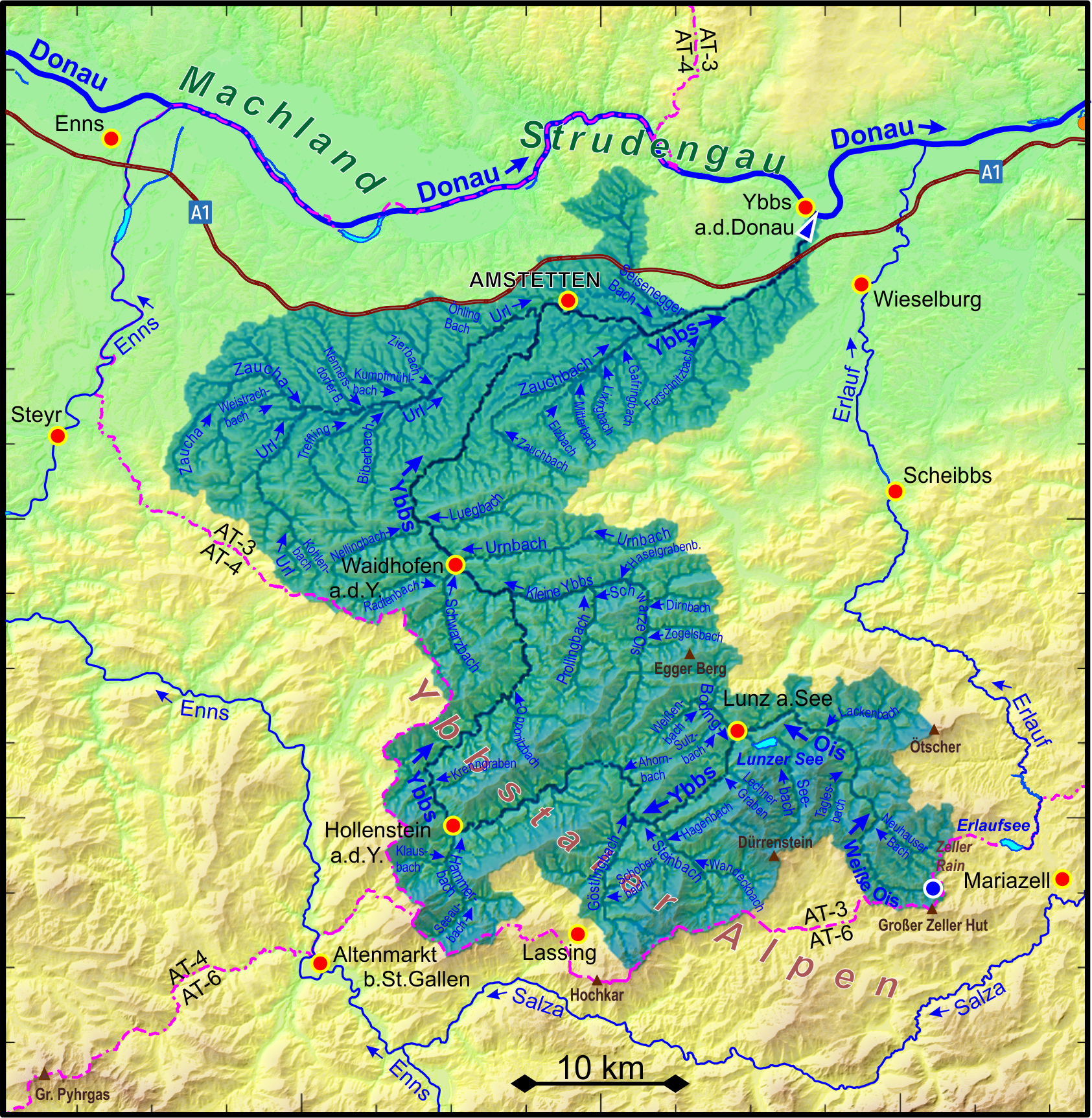
Einzugsgebiet der Ybbs

Die Quelle befindet sich in der Nähe von Mariazell an der niederösterreichisch-steirischen Grenze am Fuße des in den Ybbstaler Voralpen gelegenen Großen Zellerhutes. Der Fluss trägt anfangs den Namen Weiße Ois, nach etwa 5 km Fließstrecke heißt er dann Ois und zuletzt Ybbs, ungefähr ab Lunz am See bis zur Mündung in die Donau unterhalb des erhöht liegenden Stadtzentrums von Ybbs an der Donau.
Die Ybbs hat einen stark gewundenen Flussverlauf und fließt auf einer Länge von zirka 130 km von Süden in Richtung Norden durch das Ybbstal. Entlang des Flusses sind hauptsächlich metall- und holzverarbeitende Betriebe angesiedelt. Im Alpenvorland angelangt, ändert sie die Richtung und fließt nordöstlich zur Donau.
Die Ybbs hat ein Einzugsgebiet von 1290,7 Quadratkilometern.

### Orte
Die wichtigsten Orte entlang der Ybbs sind Lunz am See, Göstling an der Ybbs, St. Georgen am Reith, Hollenstein an der Ybbs, Opponitz, Ybbsitz, Waidhofen an der Ybbs, Sonntagberg, Kematen an der Ybbs, Amstetten und Ybbs an der Donau.

### Nebenbäche
Die wichtigsten Nebenbäche der Ybbs sind (Einzugsgebiet in Klammer) mit Mündungsort:
- Neuhauser Bach (21,7 km²) von rechts in die Weiße Ois vor Holzhüttenboden
- Taglesbach (11,5 km²) von links in die Ois vor dem Saurüsselboden
- Lackenbach (24 km²) von rechts bei Maierhöfen
- (Lunzer) Seebach (25,2 km²) von links bei Lunz am See
- Bodingbach (34,4 km²) von rechts bei Lunz am See
- Steinbach (49,8 km²) von links bei Großsteinbach
- Göstlingbach (58,0 km²) von links bei Göstling
- Klausbach (44,2 km²) von links bei Holenstein
- Opponitzbach (14,9 km²) von rechts bei Opponitz
- Kleine Ybbs (111,5 km²) von rechts vor Waidhofen an der Ybbs
- Schwarzbach (Waidhofenbach) (43,9 km²) von links bei Waidhofen an der Ybbs
- Urnbach (36,3 km²) von rechts bei Waidhofen an der Ybbs
- Luegbach (21,4 km²) von rechts bei Luegerbichl
- Url (270,0 km²) von links vor Amstetten
- Zauchbach (90,4 km²) von rechts bei Leutzmannsdorf

## Wirtschaftliche Bedeutung
Bis zu den 1980er Jahren war die Ybbs im Unterlauf eines der am stärksten verschmutzten Gewässer Österreichs. Durch Kläranlagen in den angrenzenden Städten (insbesondere Waidhofen und Amstetten) sowie hauptsächlich durch die Abwasserreinigung der Papierfabrik in Ulmerfeld-Hausmening und der Zellstoffproduktion in Kematen wurde die Verschmutzung drastisch reduziert.
Der Fluss wird auch zur Erzeugung von elektrischem Strom genutzt. Ein Teil des Stromes für Amstetten wird in einem Wasserkraftwerk der Ybbs produziert. In Kemmelbach knapp vor der Einmündung in die Donau wurde ein modernes Wasserkraftwerk errichtet, das Strom für die Stadt Ybbs und deren Umgebung produziert. Kraftwerke befinden sich auch in Opponitz (Wien Strom) sowie in Ybbsitz (Kraftwerk Gaissulz). Letzteres läuft seit 1937 und dient bis heute der Emaille- und Kochgeschirrfabrik Riess Kelomat zur Eigenversorgung. Voestalpine precision Strip GmbH in Böhlerwerk deckt mit ihren drei Kleinkraftwerken ca. 58 % des benötigten Strombedarfs ab.
Bei Amstetten betreibt Wien Energie seit 2016 das Wasserkraftwerk Hausmening mit einem jährlichen Regelarbeitsvermögen von 13.000 Megawattstunden.
Früher wurde in Kemmelbach ein Werkskanal abgeleitet, mit dem ab den 1890er Jahren in Ybbs elektrischer Strom erzeugt wurde. Dadurch litt der Unterlauf der Ybbs besonders im Sommer an Wassermangel. Der Werkskanal wurde mittlerweile stillgelegt und samt Kraftwerk zugeschüttet.

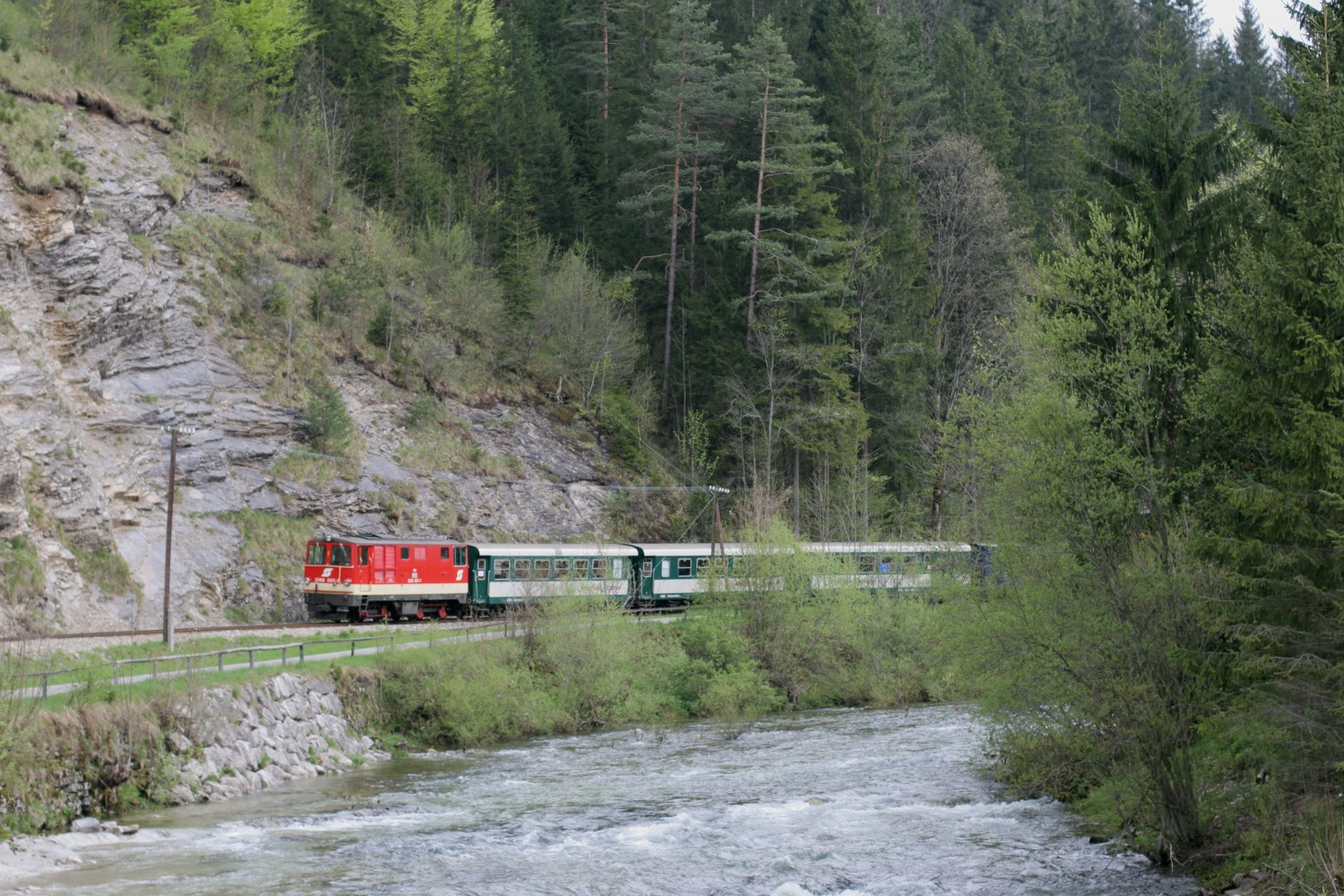
Ybbstalbahn am Ufer der Ybbs bei Lunz am See
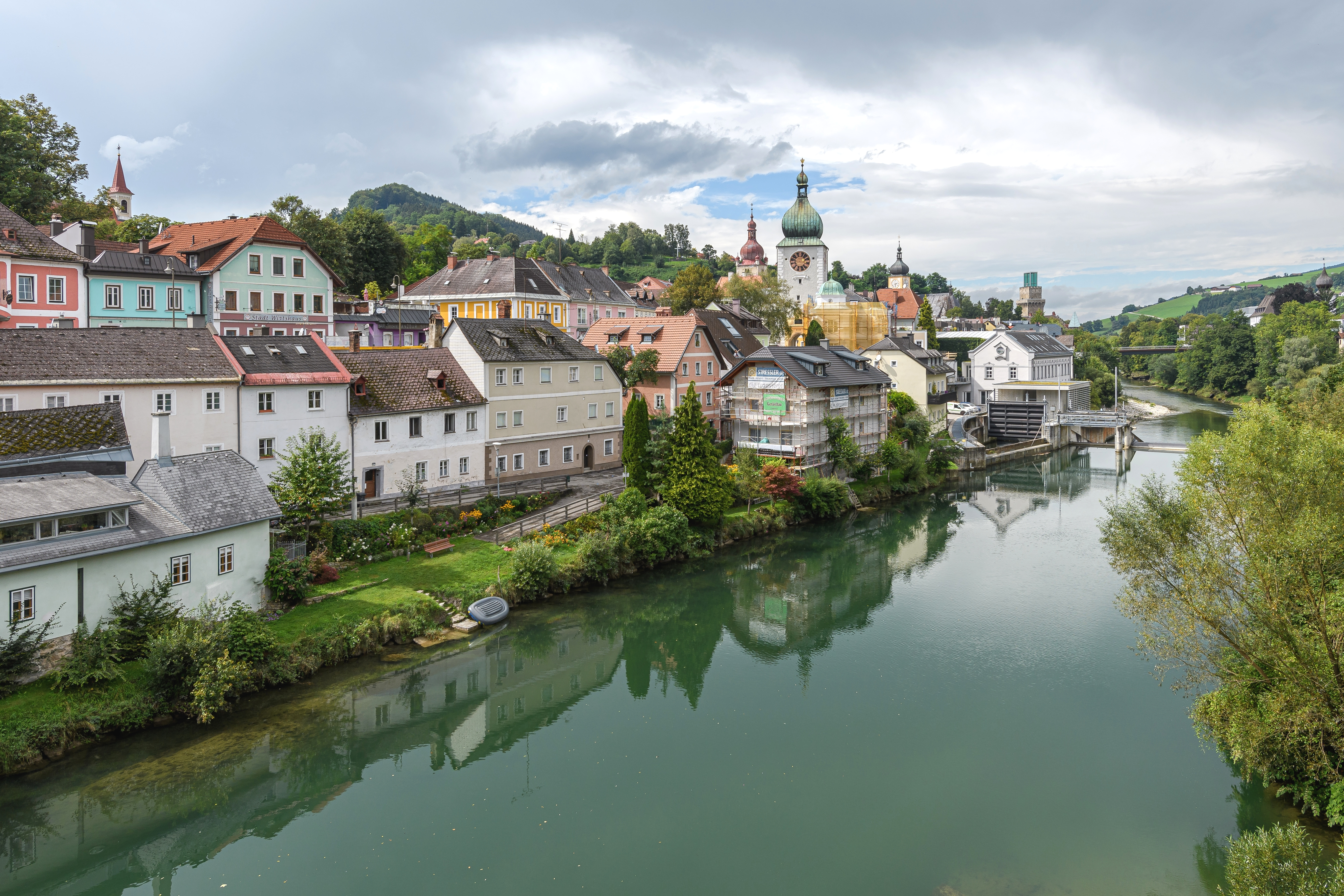
Waidhofen linkes Ybbsufer
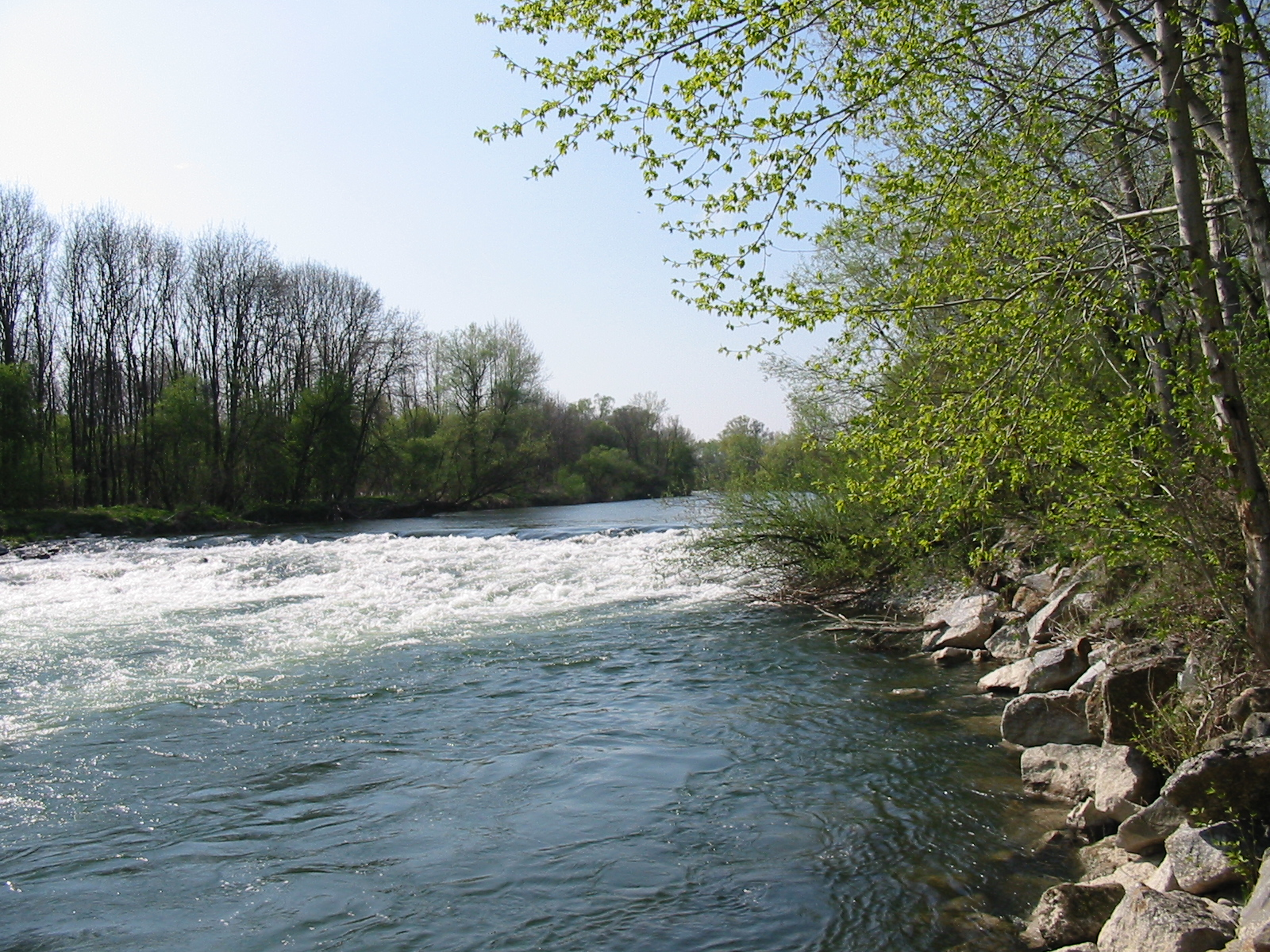
Sohlschwelle in der Ybbs bei Amstetten, Greimpersdorf
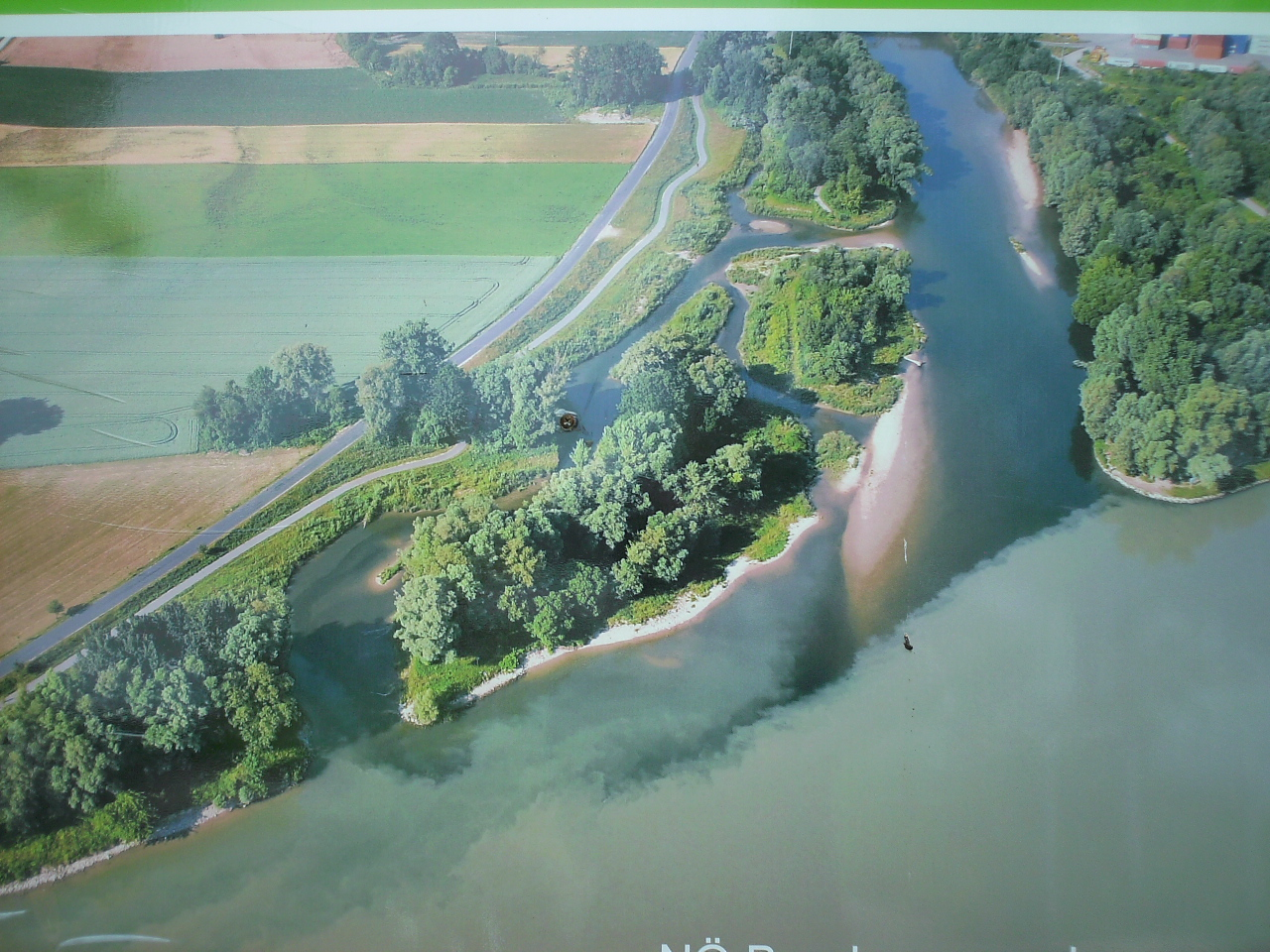
Flussmündung der Ybbs in die Donau

## Kraftwerke
Die Kleinkraftwerke am Fluss haben eine Gesamtleistung von ca. 39 MW. Das mit Abstand leistungsstärkste Laufkraftwerk befindet sich in Opponitz.

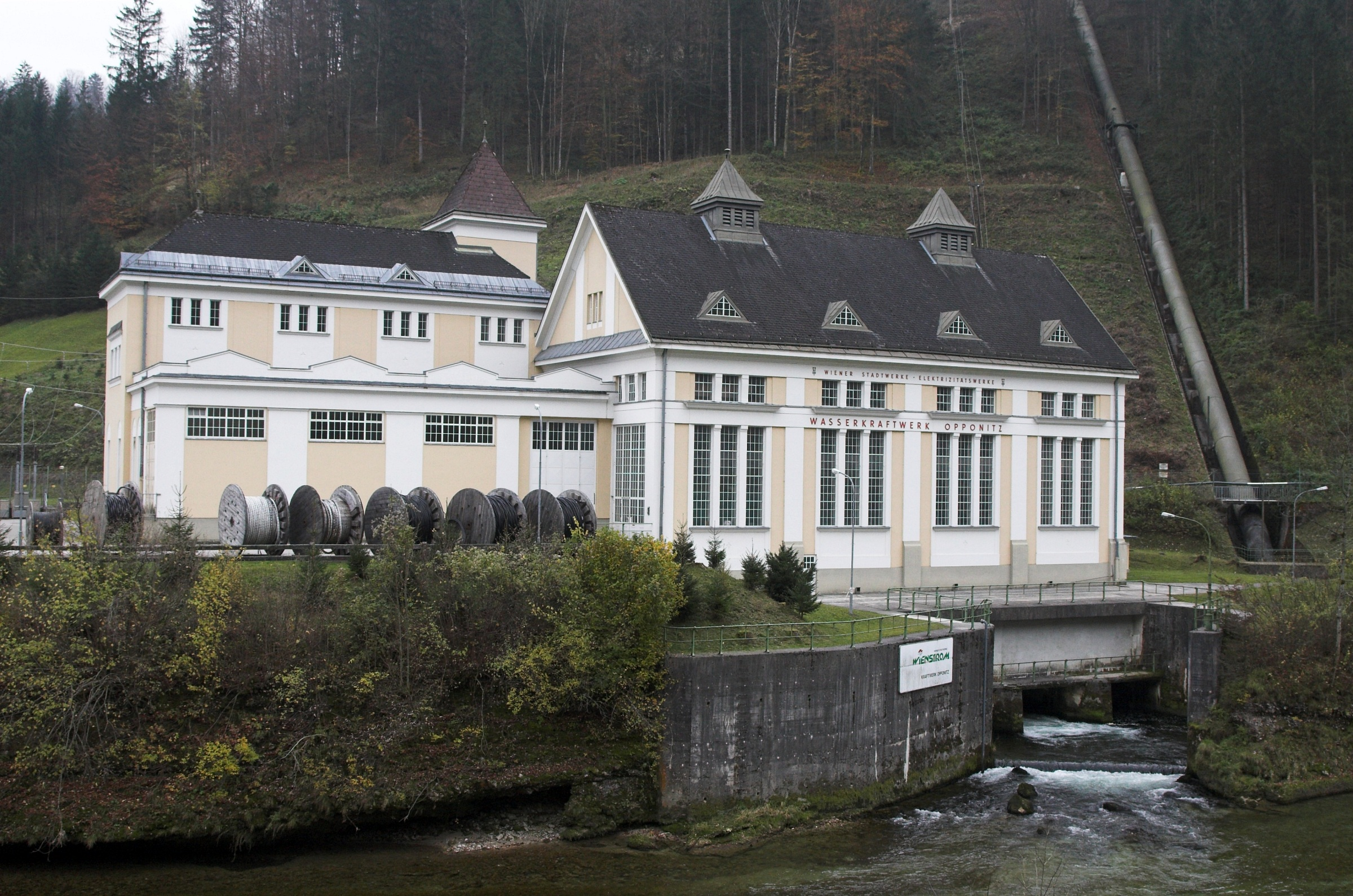
Kraftwerk Opponitz
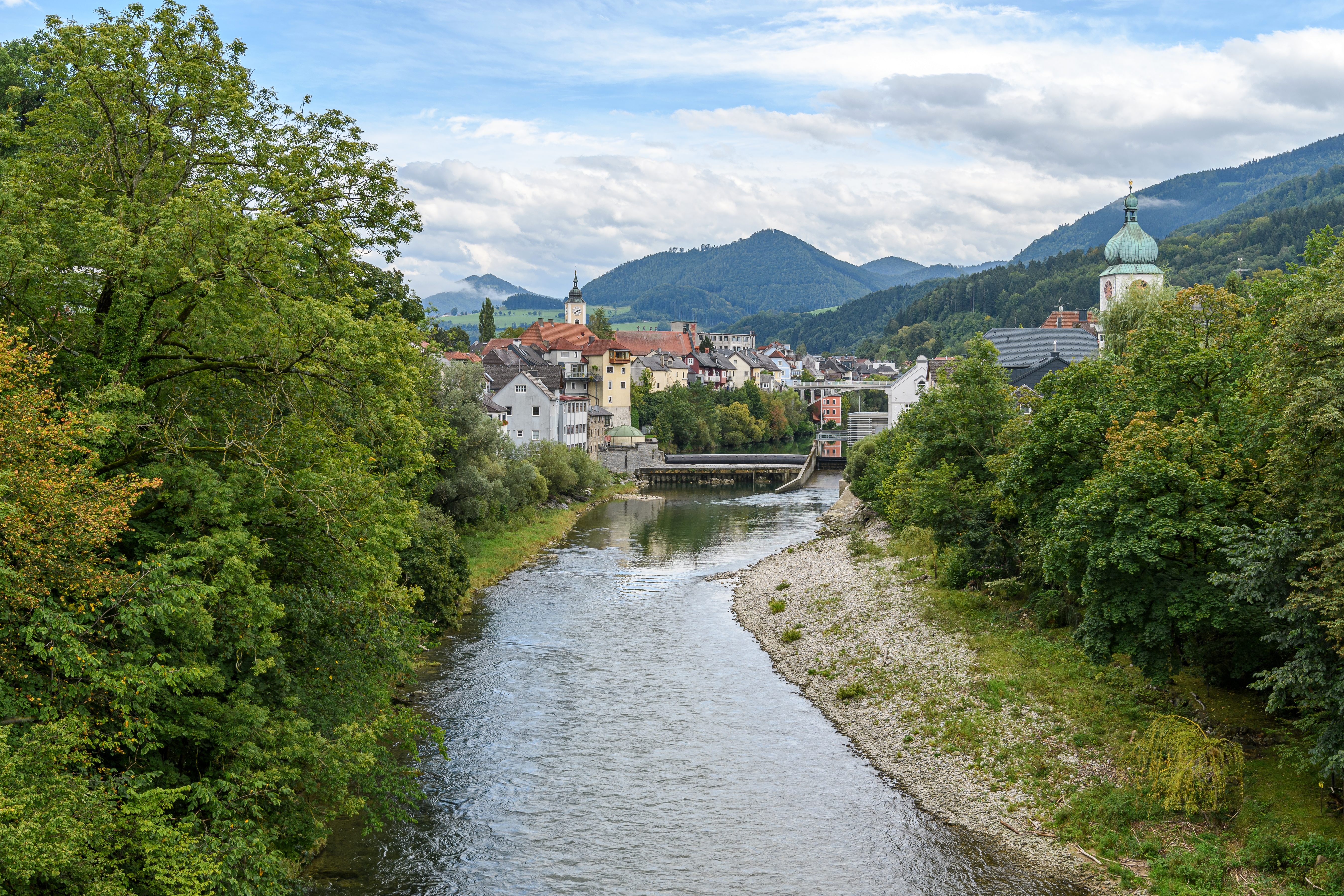
Laufkraftwerk Waidhofen an der Ybbs
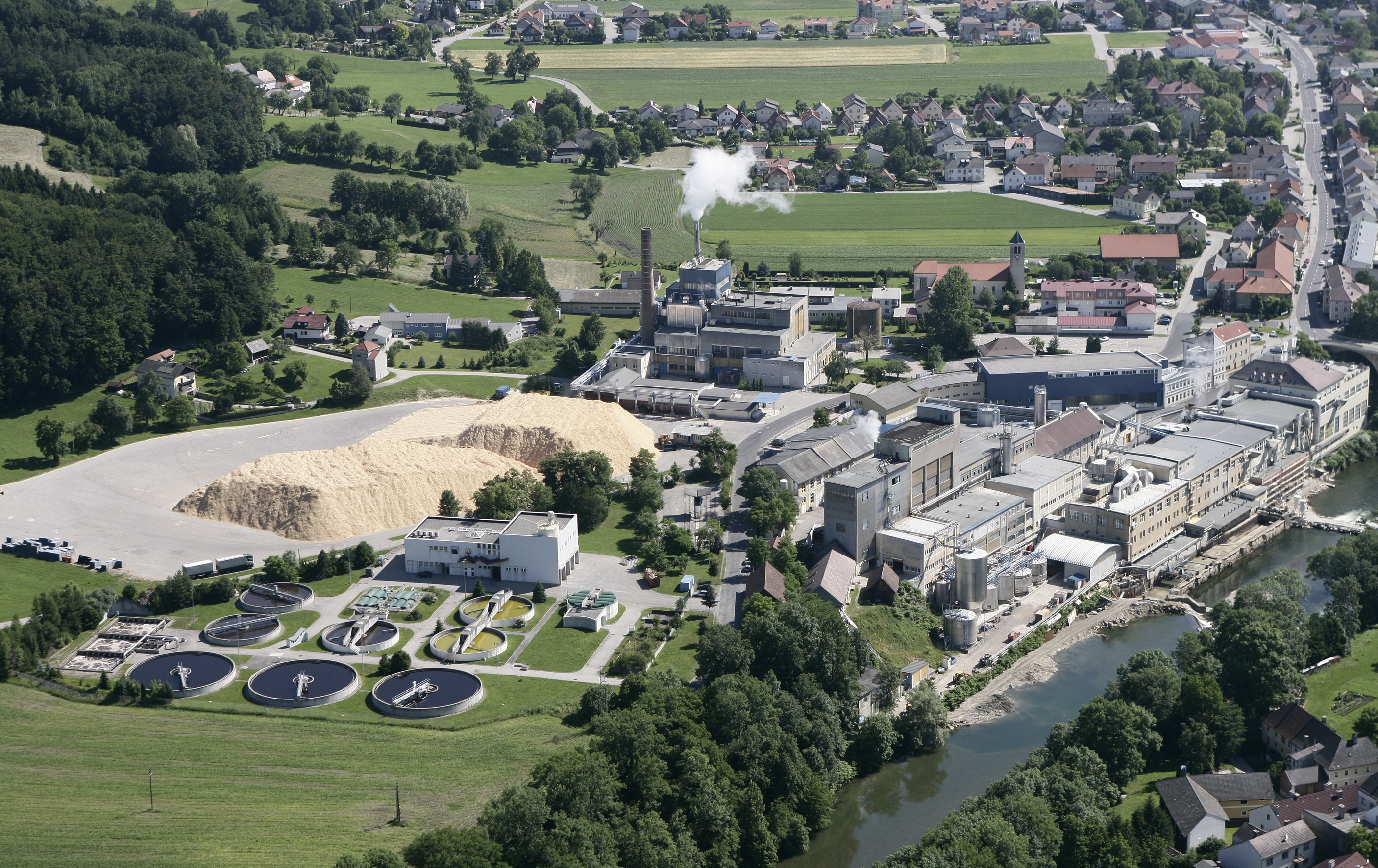
Papierfabrik Mondi mit Wehranlage
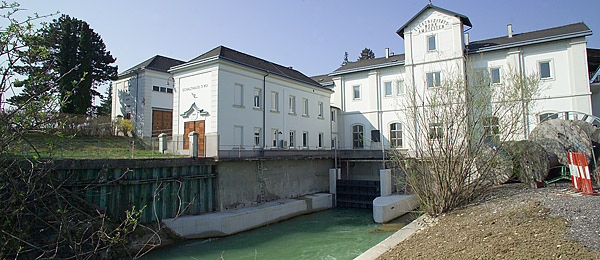
E-Werk Amstetten

| Kraftwerk        | Gemeinde             | Baujahr        | Engpassleistung [MW] | Jahresarbeitsvermögen [GWh] | Maschinensätze | Eigentümer                |
| ---------------- | -------------------- | -------------- | -------------------- | --------------------------- | -------------- | ------------------------- |
| Lunz             | Lunz                 | 1906           | 0,55                 | 2,5                         | 5              | E-Werk Schweighofer GmbH  |
| Wehr Göstling    | Göstling             | 1924,1995,2013 | 0,219                | 0,7                         | 1              | Wien Energie              |
| Opponitz-Mirenau | Opponitz             | 1924,1995,2014 | 12.38                | 65,6                        | 3              | Wien Energie              |
| Gaissulz         | Ybbsitz              | 1935,2016      | 1,906                | 9,1                         | 2              | Riess                     |
| Schütt           | Ybbsitz              | 1904,2011      | 1,980                | 9,4                         | 2              | EVN                       |
| Schwellöd        | Waidhofen            | 1923,1938,1998 | 1,58                 | 7,424                       | 2              | EVN                       |
| Jubiläumswerk    | Waidhofen            | 1900,1997      | 1,7                  | 9,28                        | 2              | EVN                       |
| Winterwehr       | Waidhofen            | -              | 1,38                 | 5,35                        | 1              | Stadt Waidhofen           |
| Zentrale I       | Sonntagberg          | -              | 0,77                 | 5,11                        | 2              | voestalpine               |
| Zentrale II      | Sonntagberg          | -              | 0,95                 | 5,058                       | 1              | voestalpine               |
| Zentrale V       | Sonntagberg          | -              | 0,76                 | 4,82                        | 2              | voestalpine               |
| Böhler Profil    | Sonntagberg          | -              | 0,43                 | 3,37                        | 2              | voestalpine Böhler Profil |
| Oismühle         | Biberbach            | 1870,2007      | 1,5                  | 6,85                        | 2              | Oismühle Wasserkraft      |
| Kematen          | Kematen              | -              | 0,44                 | 2,6                         | 4              | Mondi                     |
| Dorfmühle        | Allhartsberg         | 1891,2003      | 2,676                | 10,65                       | 2              | EVN                       |
| Hausmening       | Amstetten            | 1924,2014      | 2,83                 | 13                          | 2              | Wien Energie              |
| Wehr Greinsfruth | Amstetten            | 2010           | 0,5                  | 1,3                         | 1              | Stadtwerke Amstetten      |
| Amstetten        | Amstetten            | 1901           | 3,49                 | 15                          | 2              | Stadtwerke Amstetten      |
| Kemmelbach       | Neumarkt an der Ybbs | 1898,2005      | 3                    | 14                          | 2              | Wüsterstrom               |